# Informationen Deutsch als Fremdsprache
Die Informationen Deutsch als Fremdsprache (Info DaF) sind eine sprachwissenschaftliche Fachzeitschrift.
Die Zeitschrift wurde 1973 gegründet und erscheint seit dem 44. Jahrgang (2017) sechs Mal jährlich im Verlag De Gruyter. Sie wird vom Deutschen Akademischen Austauschdienst (DAAD) und vom Fachverband Deutsch als Fremdsprache (FaDaF) herausgegeben. Redaktionell betreut wird sie gegenwärtig (2020) von Christian Krekeler (Hochschule Konstanz) für den allgemeinen Teil und Lutz Köster (Universität Bielefeld) für den Bereich der Rezensionen. Zudem gehören Hebatallah Fathy vom DAAD und Uwe Koreik (Universität Bielefeld) der Redaktion an.
Adressaten der Zeitschrift sind Lehrkräfte und Wissenschaftler im Bereich DaF. Ihre Aufgabe sieht sie darin, in Zeiten von Migration und Globalisierung eine sprachwissenschaftliche und didaktische Informationsquelle für Deutschlehrer in der ganzen Welt anzubieten.
Die Zeitschrift enthält Beiträge zur internationalen Situation des Faches. Zur Einreichung von Beiträgen für Themenhefte wird regelmäßig ein Call for papers veröffentlicht. Publiziert werden auch Themenhefte bzw. Themenreihen, die von Gastherausgebern betreut werden.  Einmal jährlich erscheint zusätzlich ein Rezensionsheft, das wichtige Neuerscheinungen vorstellt.